# Leichtathletik-Europameisterschaften 1969/Stabhochsprung der Männer

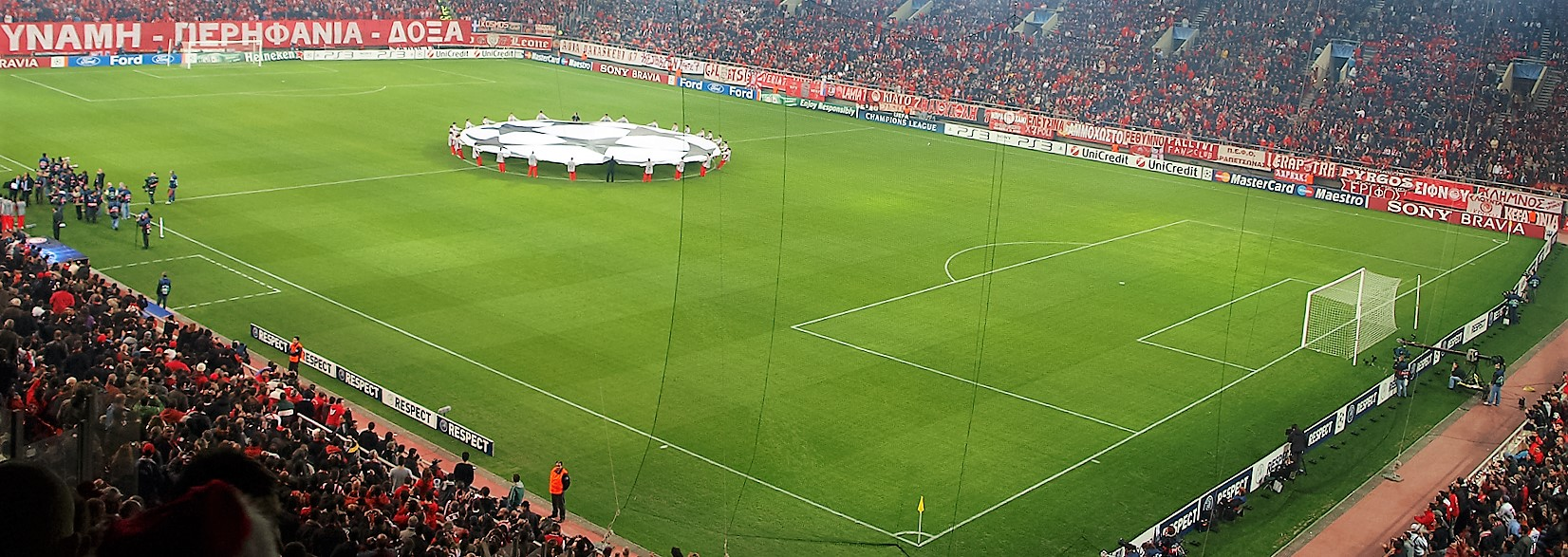
Das Karaiskakis-Stadion im Jahr 2009

Der Stabhochsprung der Männer bei den Leichtathletik-Europameisterschaften 1969 wurde am 19. und 20. September 1969 im Athener Karaiskakis-Stadion ausgetragen.
Europameister wurde der Olympiadritte von 1968 und Titelverteidiger Wolfgang Nordwig aus der DDR. Er gewann vor dem Schweden Kjell Isaksson. Bronze ging an den Italiener Aldo Righi.

## Rekorde

### Bestehende Rekorde
| Weltrekord   | 5,44 m | John Pennel       | Sacramento, USA     | 21. Juni 1969     |
| Europarekord | 5,40 m | Claus Schiprowski | OS Tokio, Japan     | 16. Oktober 1968  |
| Europarekord | 5,40 m | Wolfgang Nordwig  | OS Tokio, Japan     | 16. Oktober 1968  |
| EM-Rekord    | 5,10 m | Wolfgang Nordwig  | EM Budapest, Ungarn | 2. September 1966 |

### Rekordverbesserung
Europameister Wolfgang Nordwig aus der DDR verbesserte seinen eigenen Meisterschaftsrekord im Finale am 20. September um zwanzig Zentimeter auf 5,30 Meter. Den von ihm mitgehaltenen Europarekord verfehlte Wolfgang Nordwig um zehn, den Weltrekord um vierzehn Zentimeter.

## Qualifikation
19. September 1969, 10.00 Uhr
Die fünfzehn Teilnehmer traten zu einer gemeinsamen Qualifikationsrunde an. Acht Athleten (hellblau unterlegt) übertrafen die Qualifikationshöhe für den direkten Finaleinzug von 4,80 m. Damit war die Mindestanzahl von zwölf Finalteilnehmern nicht erreicht. Das Finalfeld wurde mit den vier nächsten bestplatzierten Sportlern (hellgrün unterlegt) auf zwölf Springer aufgefüllt. So reichten schließlich 4,70 m für die Finalteilnahme. Nur drei Athleten schieden aus.
| Platz | Name                  | Nation         | Höhe (m)  |
| ----- | --------------------- | -------------- | --------- |
| 1     | Wolfgang Nordwig      | DDR            | 4,80      |
| 1     | Risto Ivanoff         | Finnland       | 4,80      |
| 1     | Aldo Righi            | Italien        | 4,80      |
| 1     | John-Erik Blomqvist   | Schweden       | 4,80      |
| 1     | Christos Papanikolaou | Griechenland   | 4,80      |
| 1     | Gianfranco Mariani    | Italien        | 4,80      |
| 1     | Joachim Bär           | DDR            | 4,80      |
| 1     | Alain-Pierre Legrain  | Frankreich     | 4,80      |
| 9     | Mike Bull             | Großbritannien | 4,70      |
| 9     | Kjell Isaksson        | Schweden       | 4,70      |
| 9     | Erkki Mustakari       | Finnland       | 4,70      |
| 9     | Juri Issakow          | Sowjetunion    | 4,70      |
| 13    | Robert Steinhacker    | Ungarn         | 4,50      |
| NM    | François Tracanelli   | Frankreich     | ohne Höhe |
| NM    | Renato Dionisi        | Italien        | ohne Höhe |

## Finale

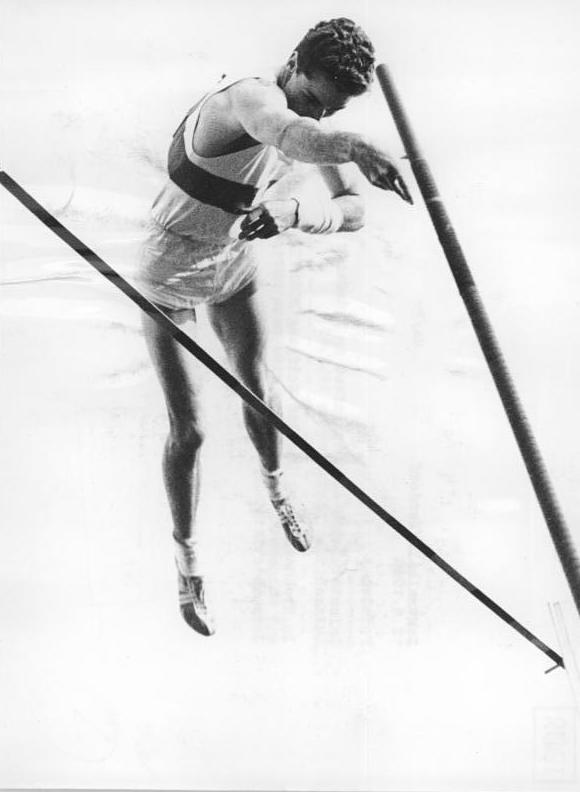
Sieg für den Titelverteidiger und Olympiadritten von 1968 Wolfgang Nordwig

20. September 1969, 16.00 Uhr
| Platz | Name                  | Nation         | Höhe (m) |
| ----- | --------------------- | -------------- | -------- |
| 1     | Wolfgang Nordwig      | DDR            | 5,30 CR  |
| 2     | Kjell Isaksson        | Schweden       | 5,20     |
| 3     | Aldo Righi            | Italien        | 5,10     |
| 4     | Christos Papanikolaou | Griechenland   | 5,00     |
| 5     | John-Erik Blomqvist   | Schweden       | 5,00     |
| 6     | Joachim Bär           | DDR            | 5,00     |
| 7     | Mike Bull             | Großbritannien | 5,00     |
| 8     | Erkki Mustakari       | Finnland       | 4,90     |
| 9     | Alain-Pierre Legrain  | Frankreich     | 4,80     |
| 10    | Risto Ivanoff         | Finnland       | 4,70     |
| 11    | Gianfranco Mariani    | Italien        | 4,70     |
| NM    | Juri Issakow          | Sowjetunion    | ogV      |

## Videolinks
- EUROPEAN ATHLETICS 1969 ATHENS POLE VAULT NORDWIG, youtube.com, abgerufen am 22. Juli 2022
- European Athletics Finals (1969), Bereiche: 2:12 min bis 2:27 min / 3:44 min bis 3:48 min, youtube.com, abgerufen am 22. Juli 2022